# Quenten Martinus
Quenten Martinus (Willemstad, Curazao, 7 de marzo de 1991) es un exfutbolista internacional con la selección de fútbol de Curazao que jugaba de centrocampista.

## Selección nacional
En noviembre de 2014 fue llamado por primera vez a la selección de fútbol de Curazao para disputar la Copa del Caribe de 2014 disputada en Jamaica desde el 11 al 15 de noviembre.

## Trayectoria
| Club                      | País         | Año       | Partidos | Goles |
| ------------------------- | ------------ | --------- | -------- | ----- |
| S. C. Heerenveen          | Países Bajos | 2010-2012 | 7        | 0     |
| Sparta Rotterdam (cedido) | Países Bajos | 2012-2013 | 15       | 1     |
| Ferencváros T. C.         | Hungría      | 2013      | 7        | 0     |
| F. C. Emmen               | Países Bajos | 2013-2014 | 34       | 3     |
| F. C. Botoșani            | Rumania      | 2014-2016 | 13       | 3     |
| Yokohama F. Marinos       | Japón        | 2016-2017 | 53       | 9     |
| Urawa Red Diamonds        | Japón        | 2018-2020 |          |       |
| Vegalta Sendai            | Japón        | 2021      |          |       |
| Montedio Yamagata         | Japón        | 2021      |          |       |
| Kyoto Sanga               | Japón        | 2022-2023 |          |       |
| TOP Oss                   | Países Bajos | 2023-2024 |          |       |